# Myriane Houplain
Pour les articles homonymes, voir Houplain.
Myriane Houplain, née le 5 juin 1946 à Beuvry (Pas-de-Calais), est une femme politique française.
Membre du Rassemblement national, elle devient députée en 2021. N'ayant pas été investie pour briguer un second mandat, elle rejoint le parti Reconquête.

## Biographie
Myriane Houplain naît en 1946 à Beuvry, commune du Pas-de-Calais.
Ancienne membre de l'Union pour la démocratie française, elle intègre le Front national en 2015.
Aux élections législatives de 2017, elle est élue députée suppléante aux côtés de Ludovic Pajot dans la dixième circonscription du Pas-de-Calais, sous l'étiquette du Front national. Elle est élue conseillère municipale d'opposition à Beuvry lors des élections municipales de 2020. Le 22 avril 2021, elle devient députée à la suite de l'élection à la mairie de Bruay-la-Buissière de Ludovic Pajot.
En décembre 2021, le site d'information StreetPress révèle ses publications complotistes et anti-vaccins sur les réseaux sociaux.
Elle n'est pas reconduite pour un second mandat, au profit d'un candidat considéré comme ayant « plus de chance de l'emporter » d'après Ludovic Pajot, membre de la commission d'investiture. Elle se porte tout de même candidate à sa réélection, sous les couleurs du parti Reconquête d'Éric Zemmour. Éliminée au premier tour avec 2 % des voix, elle indique qu'elle votera « contre le RN » au second.